# Oxépane
L'oxépane est un composé organique du groupe des hétérocycles saturés. L'oxépane consiste en un cycle à sept chaînons dont l'un est un atome d'oxygène, c'est donc un éther-oxyde. Il correspond aussi à la forme complètement hydrogénée de l'oxépine. L'oxépane est aussi le composé parent des composés organiques qui comportent ce type de cycle.

## Synthèse
La synthèse de l'oxépane est possible via la cyclisation du 1,6-hexanediol dans le DMSO à 190 °C. Cependant, le rendement de cette réaction reste faible. Une autre réaction possible, mais qui a un rendement aussi mauvais, est la cyclisation du 1,6-dichlorohexane avec de l'hydroxyde de potassium.

## Utilisation
L'ouverture du cycle des oxépanes permet d'obtenir des dérivés d'hexane α, ω-fonctionnalisés. Pour réaliser cette ouverture, des acides de Lewis ou de Brønsted sont utilisés. Ainsi, la réaction de l'oxépane avec du dichlorophosphate de phényle et de l'iodure de sodium fournit le 1,6-diiodohexane :
De la même façon, la réaction avec le tribromure de bore, suivie de l'oxydation par PCC, donne du 6-bromohexanal :
Enfin, l'oxépane peut être polymérisée en utilisant des amorceurs cationiques comme (C2H5)3OSbCl6, et fournit alors le poly(oxyde d'hexaméthylène), un solide cristallin qui a un point de fusion vers 56-58 °C.